# Єдине
Єдине — одне з фундаментальних понять філософії та математики. Поряд з метафізикою буття (онтологія) можна говорити про другий тип метафізики  —  метафізику єдиного або генологію. 

## У неоплатонізмі

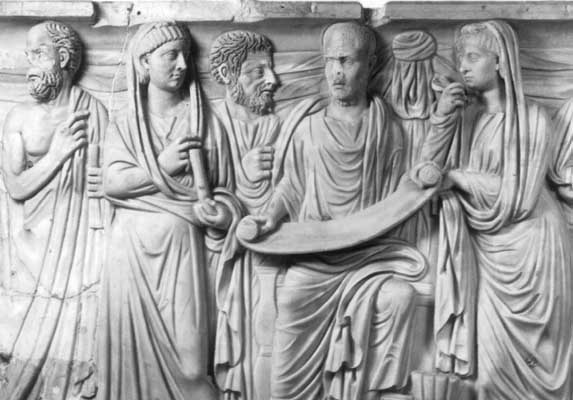
Плотін з учнями

Термін філософії неоплатонізму, що позначає первинне божество, джерело всього сущого, яке є одночасно Благом. Згідно з неоплатоніками з Єдиного шляхом еманації з'являється Нус (Розум), з якого, також шляхом еманації народжується чуттєвий Космос. 
Неоплатонізм встановлює ієрархію Буття по низхідних щаблях. На самому версі існує невимовне, надсутнє Єдине (Благо). Воно еманує в Розум (νοῡς), де відбувається його диференціація на рівносутню безліч ідей. Розум еманує в Душу (ψῡχή), де з'являється чуттєвий початок та утворюються ієрархії істот демонічних, людських, астральних, тварин; утворюються розумовий та чуттєвий космос. 
Перша онтологічна субстанція  цієї тріади, Єдине  — непізнавана; друга, Розум  — пізнавана. Звідси в неоплатонізмі виникає додаткове вчення про числа, видозмінене від старого піфагореїзму. За допомогою цього вчення трактується і визначається необхідність еманації Єдиного в Розум  — як перше доякісне розчленування Єдиного, що йде від його природи. Цей внутрішній поділ в Розумі на суб'єкт та об'єкт означає лише граничну ступінь самоспоглядання, коли суб'єкт знання і є його об'єкт. 
Єдине неможливо описати, оскільки будь-який опис являє собою розмежування, визначення, чим воно не є. Єдине ж вбирає в себе все суще, і не є протиставленим чому завгодно. 
Світ еманує з Єдиного (Блага); вся сукупність речей — низка щаблів послідовно спадної досконалості, яка виходить з єдиної [божественної] первісної сили, яка все творить; світове життя  — повернення створінь по тих же ступенях до Єдиного (Блага). 
Згідно з неоплатонізмом, завдання людини у світі  — зворотний рух від чуттєвого космосу до Єдиного або до Блага, злиття з Єдиним можливе в екстатичних станах. Засобом для досягнення такого екстазу є теургія та аскетизм. 
Термін певною мірою тотожний поняттю Абсолюту та монади в розумінні піфагорійців. 